# ホセ・ビセンテ・ガルシア
ホセ・ビセンテ・ガルシア（José Vicente García、1972年8月4日 - ）は、スペイン、サン・セバスティアン出身の自転車競技（ロードレース）選手。脚質はゴール数十km手前から集団を飛び出し逃げ切りを図る典型的なルーラーだが、短距離のタイムトライアルや小規模の山岳ステージもそつなくこなす器用さを併せ持っている。

## 経歴
1995年に現在のチーム・モビスターであるバネストと契約を結んでプロ転向。
1997年
- ブエルタ・ア・エスパーニャ第14ステージ勝利。

1998年
- アブラハム・オラーノとのコンビでGPエディ・メルクス優勝。

2000年
- ツール・ド・フランス第13ステージ勝利。

2002年
- ブエルタ・ア・エスパーニャ第19ステージ勝利。

2011年、引退。